# Portland Opera
La Portland Opera è una compagnia d'opera americana con sede presso l'Hampton Opera Center di Portland, Oregon. Le sue esibizioni si svolgono al Keller Auditorium e al Newmark Theatre, entrambi parte del Portland Center for the Performing Arts. La Portland Opera produce anche una serie separata in abbonamento di musical di Broadway itineranti, che si svolgono anche al Keller Auditorium.
La Portland Opera è stata una delle prime compagnie d'opera a introdurre i sottotitoli nelle sue produzioni e ha presentato diverse prime mondiali e statunitensi. Nell'ottobre 2014 la compagnia ha annunciato che cambierà il formato delle sue produzioni presentandone alcune al Keller e altre come parte di un format di festival estivo con tre opere prodotte al Newmark.

## Storia

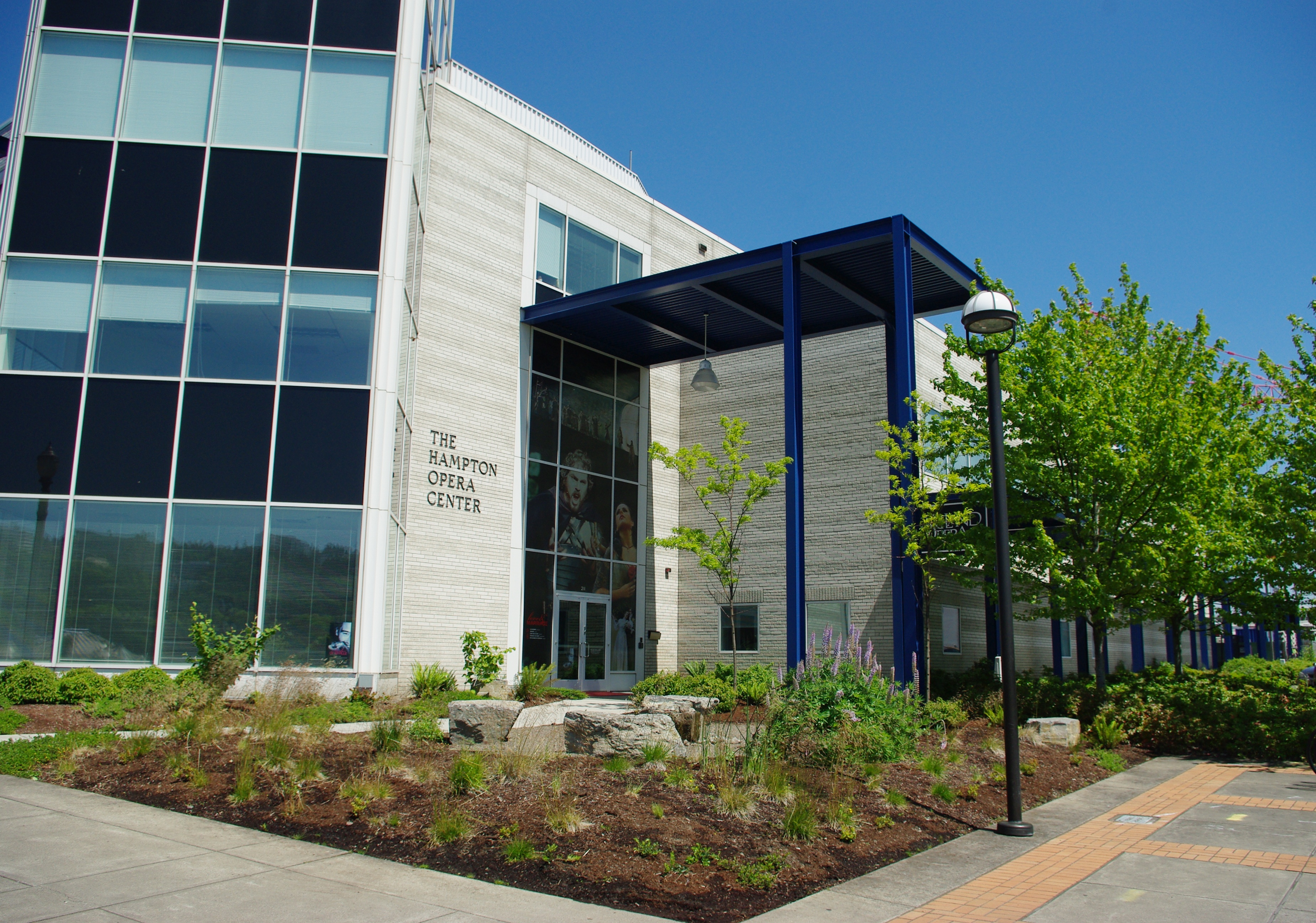
The Hampton Opera Center

Portland Opera è stata fondata come Portland Opera Association nel 1964 dal direttore Henry Holt. La sua prima rappresentazione fu Il pipistrello di Strauss, l'unica opera presentata in quella stagione. Holt è stato Direttore Generale dell'azienda per i primi due anni di esistenza. L'incarico di Direttore Generale fu poi ricoperto dal direttore d'orchestra austriaco Herbert Weiskopf, morto per un attacco di cuore nel marzo 1970 dopo aver diretto un'esecuzione di Lucia di Lammermoor. Il direttore Stefan Minde ha poi assunto la carica di direttore generale e ha servito fino al 1984, seguito da Robert Bailey, direttore di scena, e il primo direttore della programmazione culturale della National Public Radio, che ha servito fino al 2003. Il direttore di scena Christopher Mattaliano è succeduto a Robert Bailey come direttore generale nel 2003 ed ha servito fino al 2019.
L'attuale direttore generale è Susan (Sue) Dixon, nominata nell'ottobre 2019, ed è la prima direttrice generale donna nei 56 anni di storia della compagnia d'opera. L'attuale direttore musicale è George Manahan, nominato nel 2012. Gli artisti che sono apparsi con la compagnia includono i direttori Donato Cabrera, David Giménez Carreras e Christopher Larkin e i cantanti Klara Barlow, Gregory Reinhart, Marcello Giordani, Charles Castronovo e József Gregor.
Nell'ambito della pandemia di COVID-19, la Portland Opera Association ha ricevuto milione di dollari di prestiti federali per le piccole imprese dalla First Republic Bank come parte del Paycheck Protection Program (Programma di protezione dello stipendio). L'opera ha dichiarato che avrebbe permesso loro di mantenere 73 posti di lavoro.

## Prime
Le prime esecuzioni della Portland Opera includono:
- Wuthering Heights di Bernard Herrmann (1982, prima mondiale di una versione ridotta)[6]
- Lucy's Lapses di Christopher Drobny (1990, prima mondiale)[7]
- Le marchand de Venise (Il mercante di Venezia) di Reynaldo Hahn (1996, prima degli Stati Uniti)[8]
- Uno sguardo dal ponte di William Bolcom (2003, Prima della costa occidentale degli Stati Uniti)[9]